# Kurkumovník

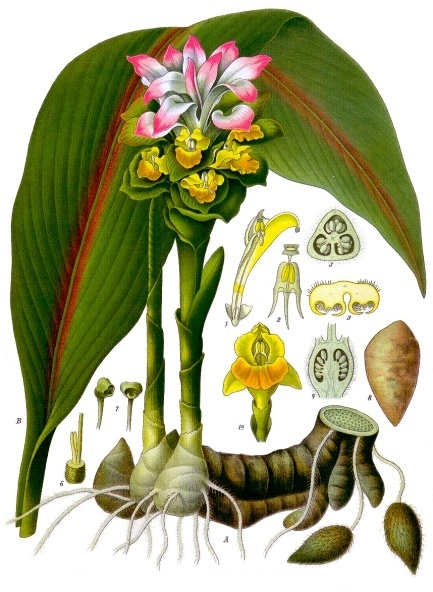
Botanická ilustrace kurkumovníku zedoárového z roku 1897

Kurkumovník (Curcuma), česky též kurkuma, je rod rostlin z čeledi zázvorníkovité. Jsou to aromatické, vytrvalé byliny s nepravým stonkem tvořeným bázemi listů a dužnatými oddenky. Kvetou buď na vrcholu stonku, nebo květenství vyráží samostatně přímo z oddenku. Plodem je tobolka.
Rod zahrnuje asi 124 druhů a je rozšířen v tropické Asii s malým přesahem do Austrálie. Nejvíce druhů roste v Indii a Indočíně.
Nejznámějším a hospodářsky nejvýznamnějším druhem je kurkumovník dlouhý, jehož oddenky a produkty z nich jsou známy jako kurkuma. Používají se v lékařství, jako koření a k barvení. Menší význam mají i některé jiné asijské druhy. Z oddenků řady druhů se získává škrob. Některé druhy jsou pěstovány jako okrasné a pokojové rostliny. Na pultech květinářství se objevuje zejména kurkumovník růžový.

## Popis
Kurkumovníky jsou vytrvalé byliny s větvenými, dužnatými, aromatickými oddenky a široce kopinatými, podlouhlými nebo výjimečně úzce čárkovitými listy. Oddenky mohou být na řezu bezbarvé, žluté, oranžové až téměř černé. Na kořenech bývají elipsoidní hlízky.
Květenství je klasovité a skládá se z vijanů tvořených 2 až 7 květy a podepřených asi do poloviny vakovitě srostlými listeny. Rozvíjí se buď na vrcholu nepravého stonku tvořeného bázemi listů, nebo na samostatném výhonu vyrůstajícím přímo z oddenku. Výhon se někdy objevuje před olistěním. Listeny v květenství bývají často jasně zbarvené a někdy nápadnější než květy.
Kalich bývá krátce trubkovitý, na jedné straně rozštěpený, na vrcholu se 2 až 3 zuby nebo laloky.
Koruna je bílá, růžová nebo purpurová, tenká a průsvitná, nálevkovitá, s vejčitými až podlouhlými laloky. U některých druhů je střední lalok delší než ostatní.
Postranní staminodia jsou petaloidní, bází přirostlá k nitce tyčinky a pysku.
Střední část pysku je ztlustlá, okrajové laloky jsou tenčí a překrývají se s postranními staminodii.
Tyčinka má krátkou, širokou nitku, na bázi prašníku bývá ostruha.
Semeník obsahuje 3 komůrky. Plodem je elipsoidní tobolka pukající 3 chlopněmi.

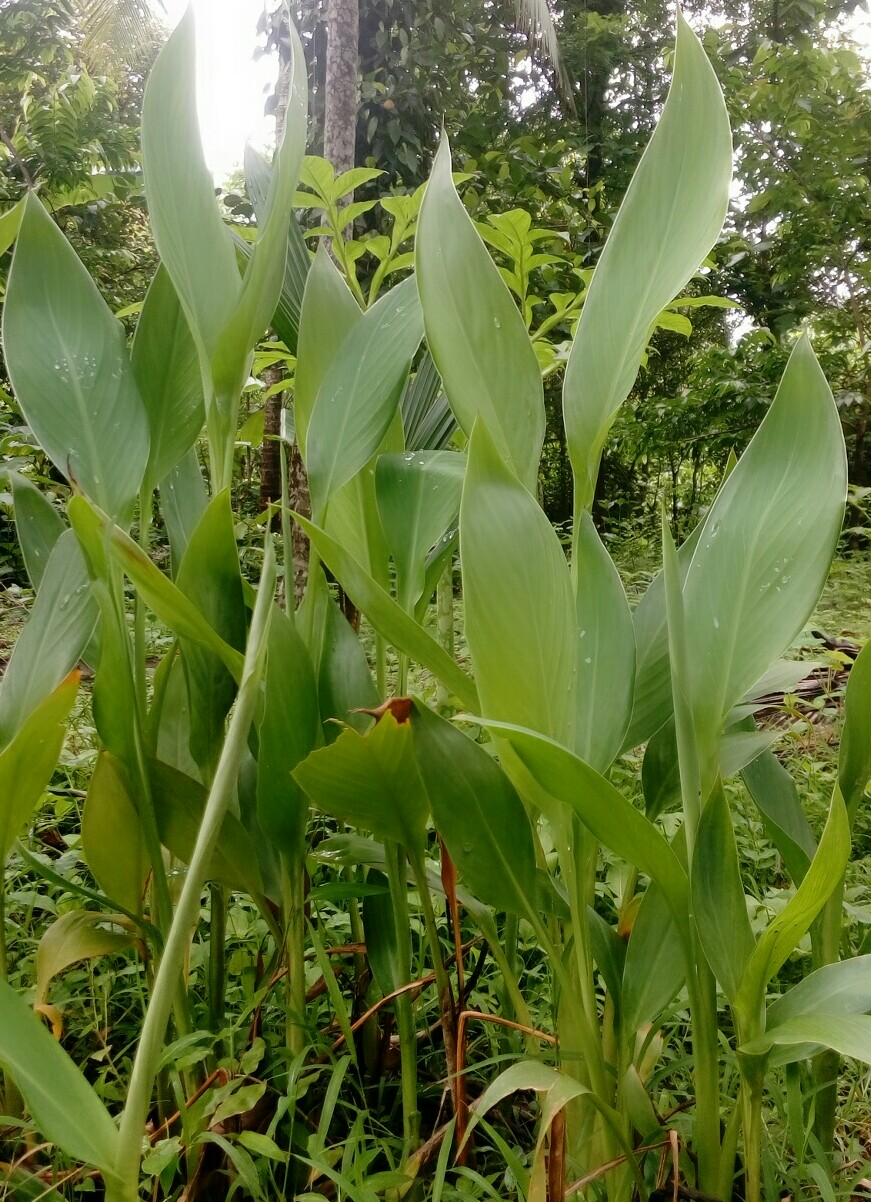
Rostliny Curcuma aromatica
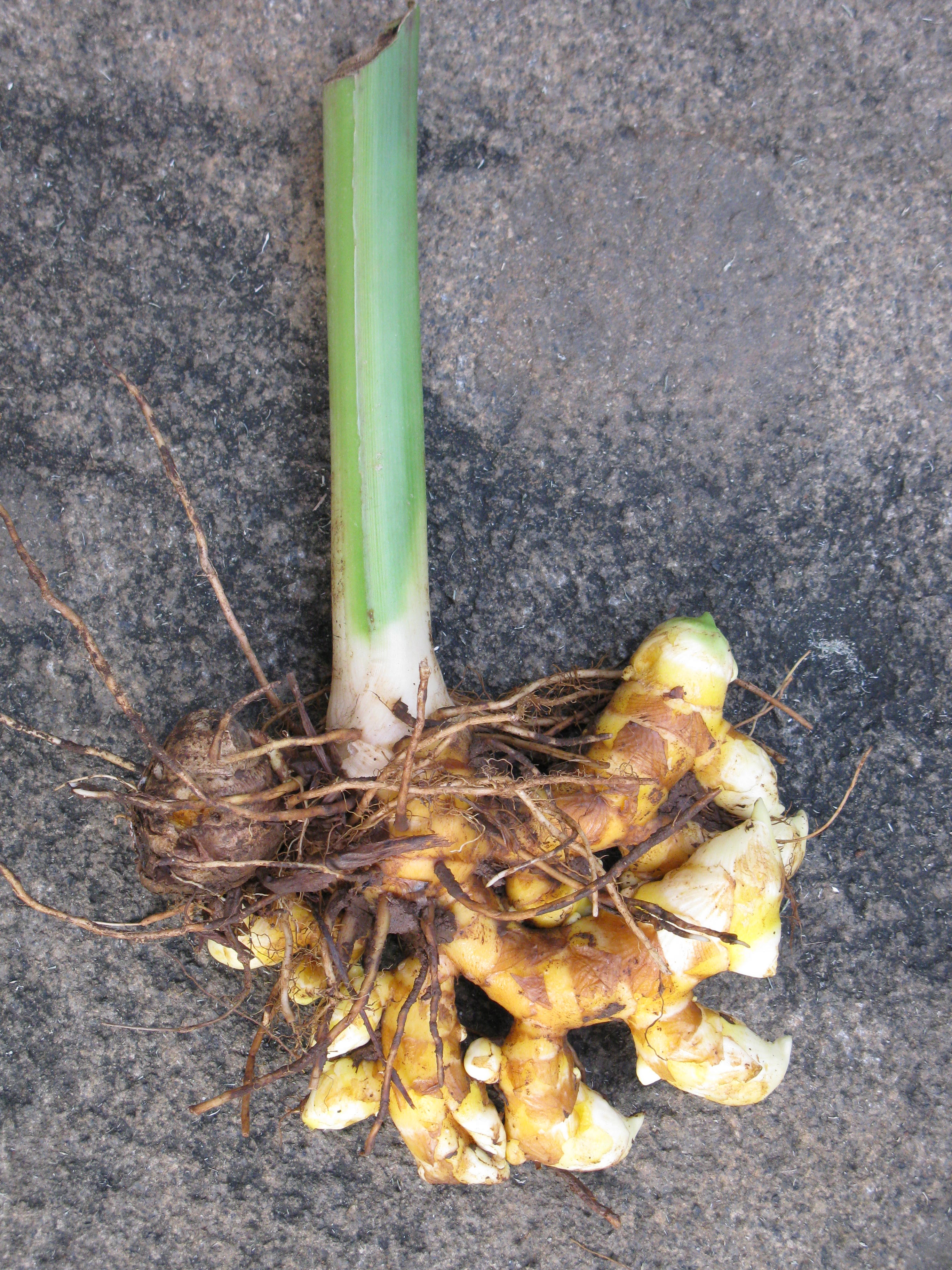
Spodní část nepravého stonku C. purpurascens se svazkem hlízovitých oddenků
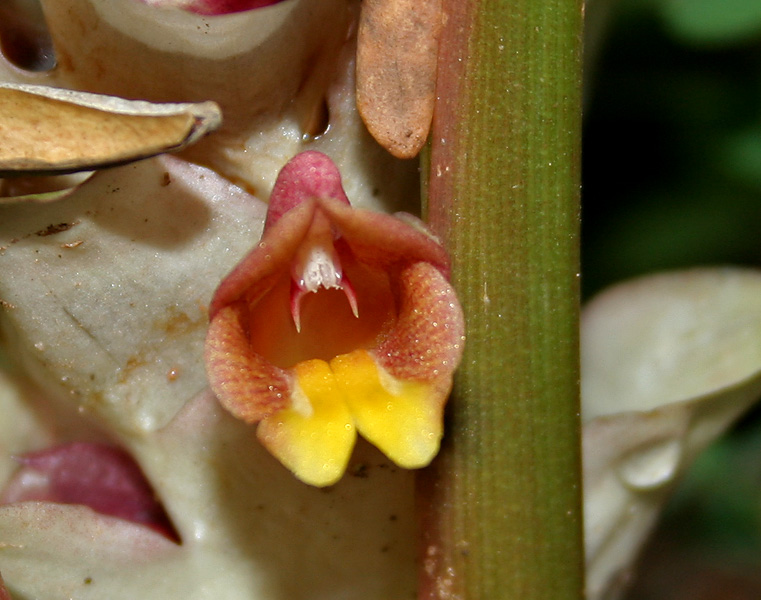
Detail květu Curcuma inodora
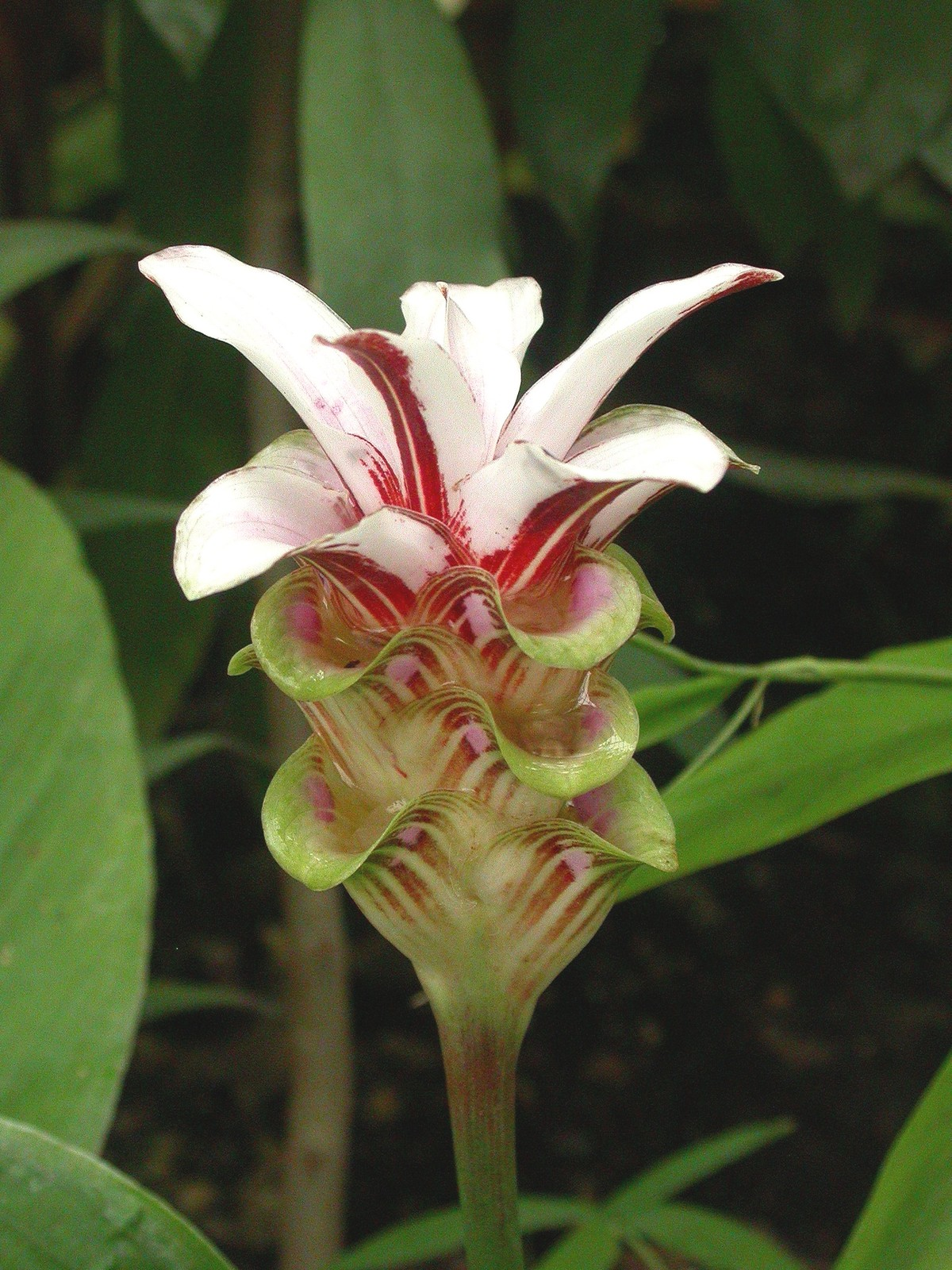
Květenství Curcuma rhabdota
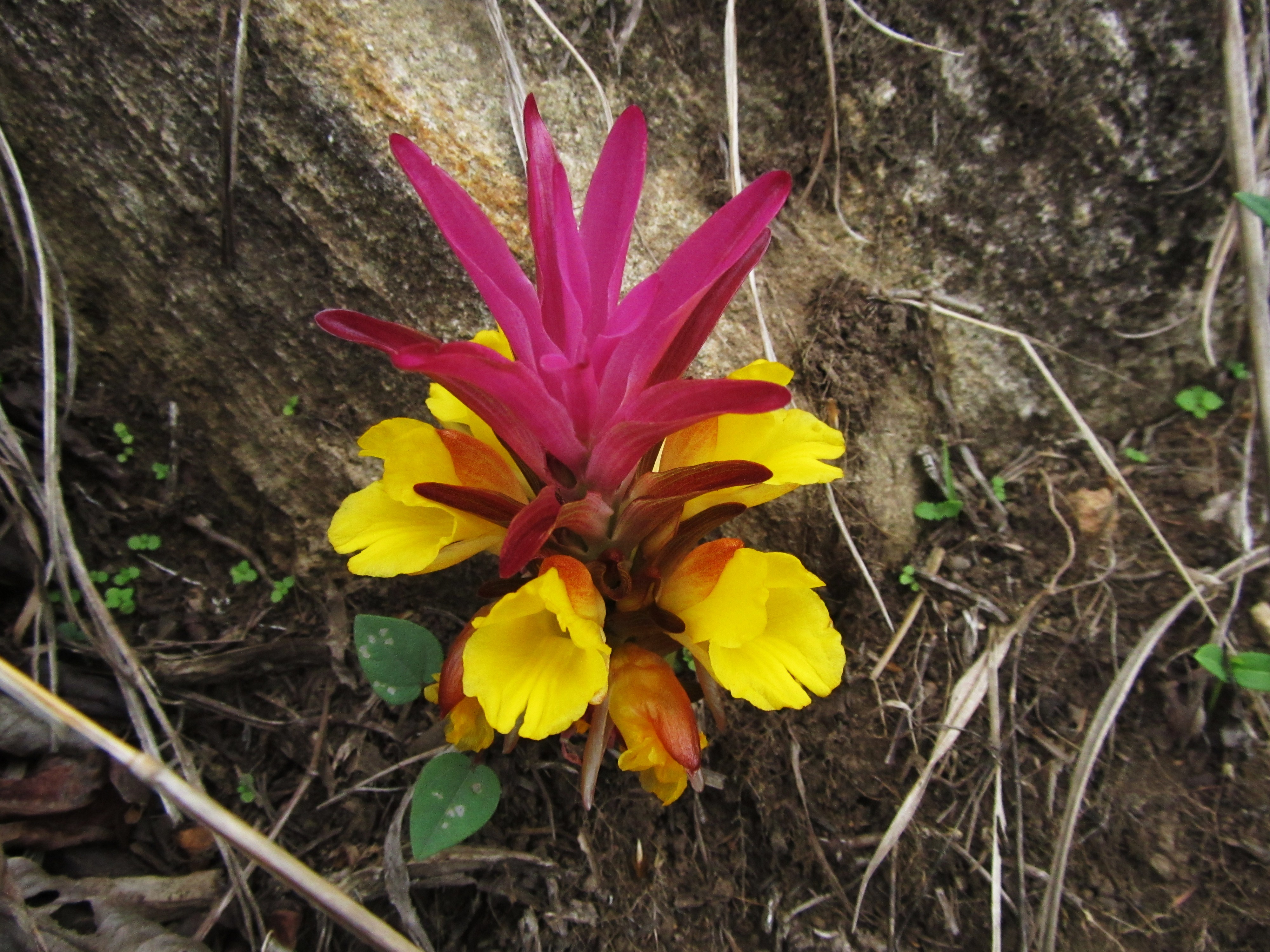
Květenství Curcuma pseudomontana, vyrůstající přímo ze země

## Rozšíření
Rod kurkumovník zahrnuje asi 124 druhů. Je rozšířen ve velké části tropické Asie od Indie po východní Čínu a přes jihovýchodní Asii po Novou Guineu. Druh Curcuma australasica zasahuje jako jediný i do severní a severovýchodní Austrálie.
Centrum druhové diverzity je v oblasti monzunových oblastech tropické Asie, jmenovitě v Indii, Myanmaru a Thajsku. Z Číny je uváděno 12 druhů, z toho 6 endemických.

## Ekologické interakce
Květy kurkumovníků jsou opylovány hmyzem.
V Indočíně byly jako opylovači některých druhů zjištěny včely rodu Amegilla z čeledi včelovití a Nomia z čeledi ploskočelkovití. Některé druhy mohou být opylovány i mravenci, např. Curcuma prakasha.
Kurkumy jsou v tropické Asii živnými rostlinami housenek různých denních motýlů z čeledi soumračníkovití (Ancistroides nigrita, Notocrypta curvifascia, Notocrypta feisthamelii, Udaspes folus) a modráska Jamides alecto. Občas se na nich živí také housenky martináče Attacus atlas. Ve stoncích vrtají housenky můry Conogethes punctiferalis, které patří na indických kurkumových plantážích mezi významné škůdce.

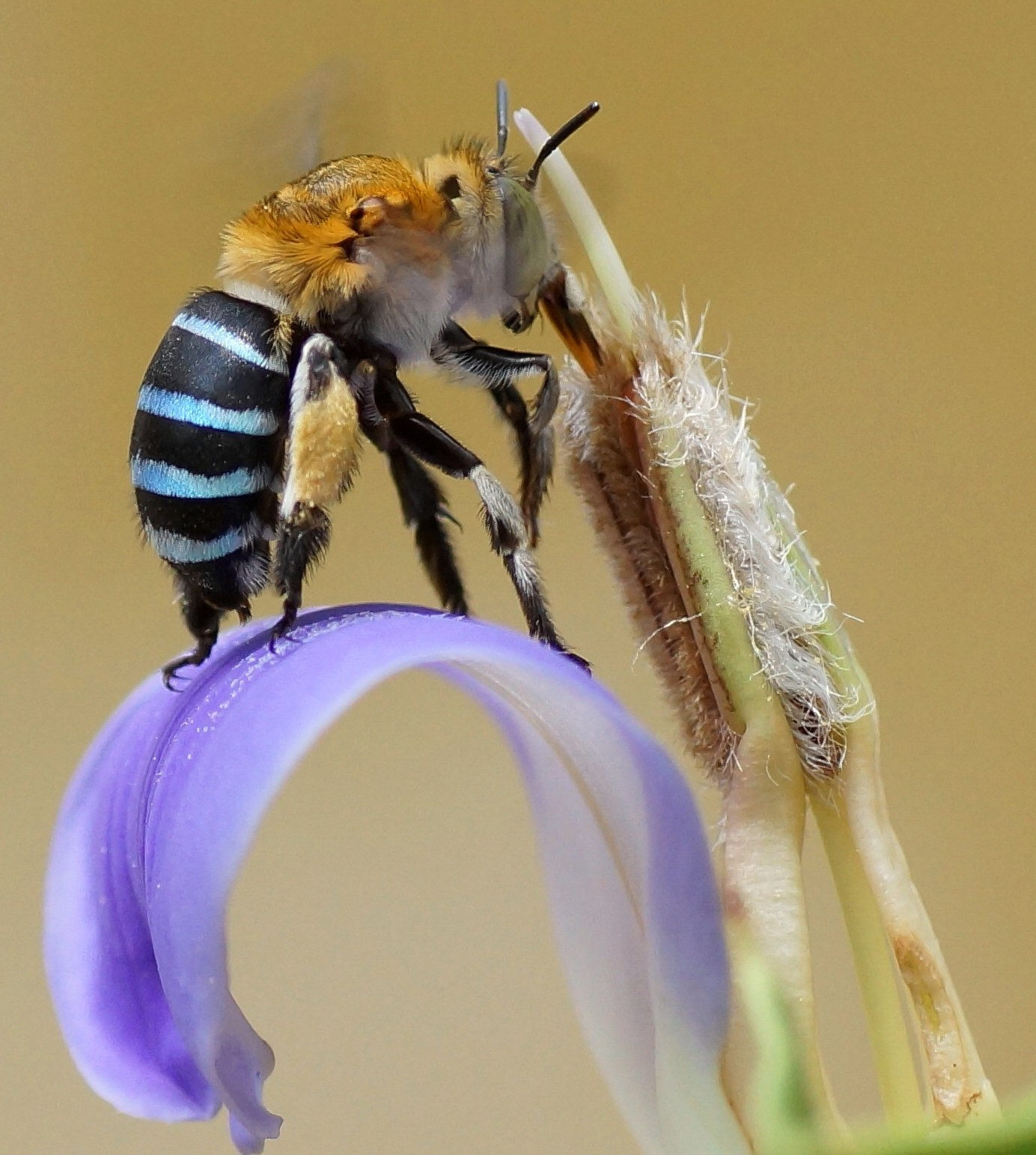
Včela rodu Amegilla
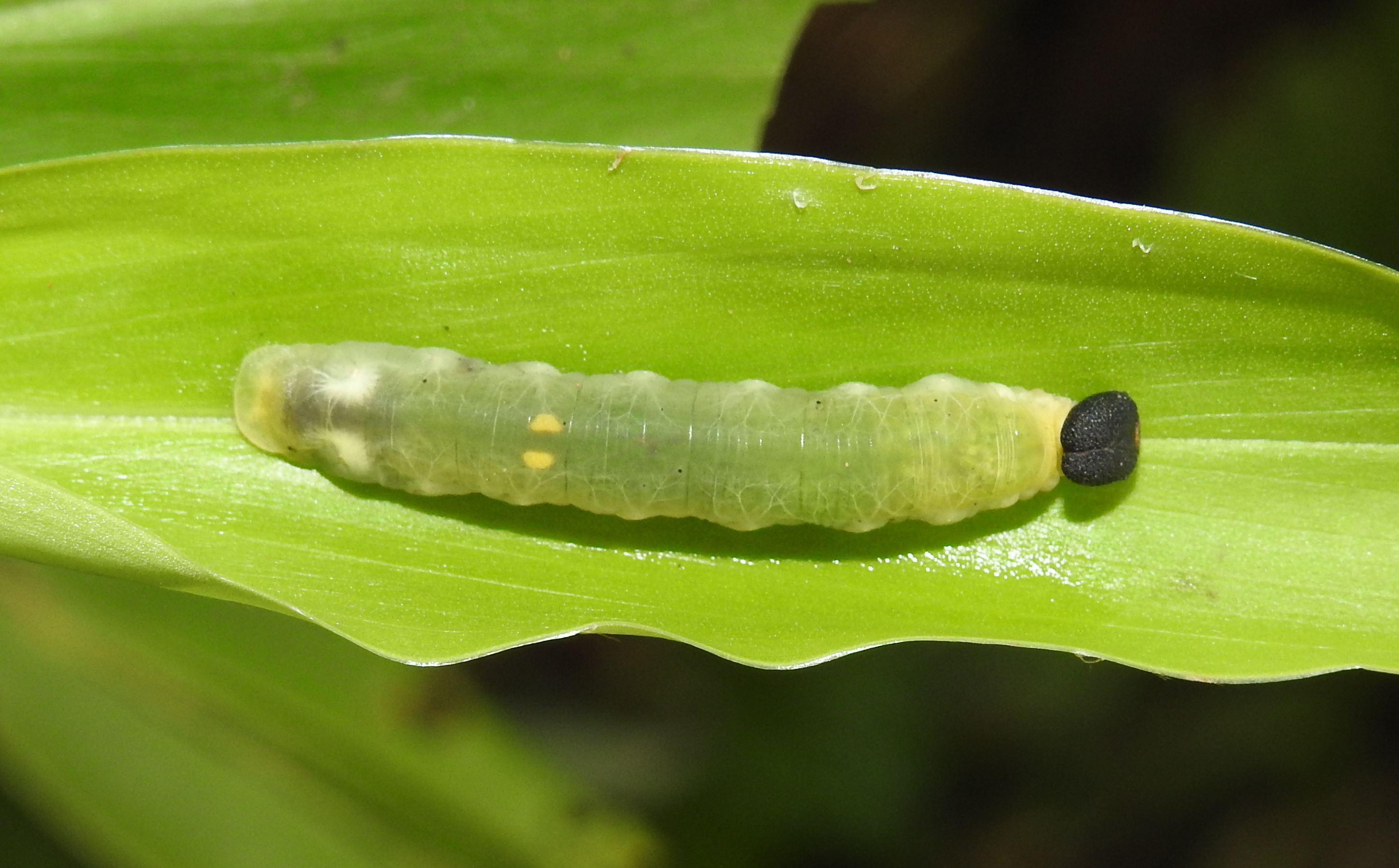
Housenka soumračníka Udaspes folus
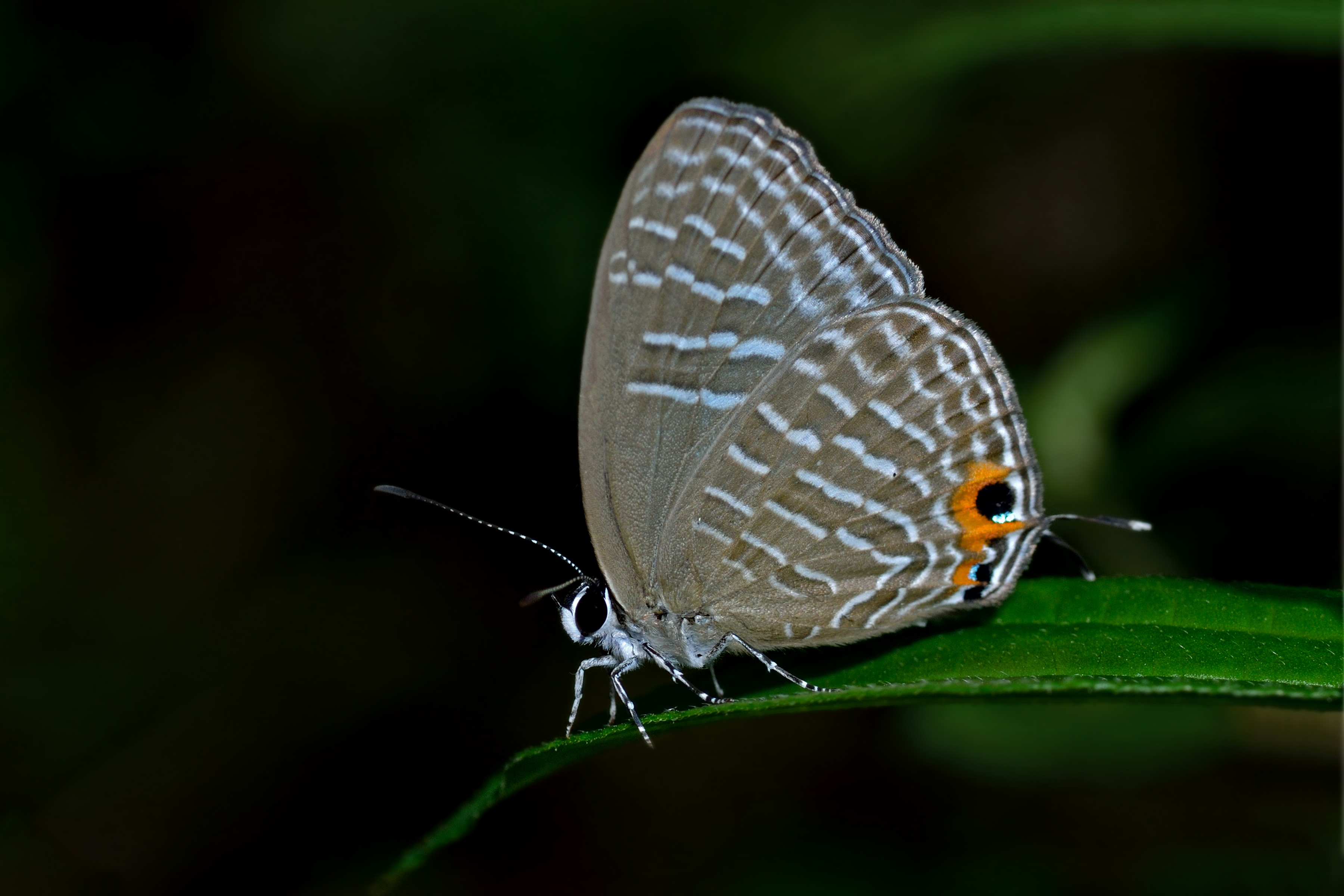
Modrásek Jamides alecto
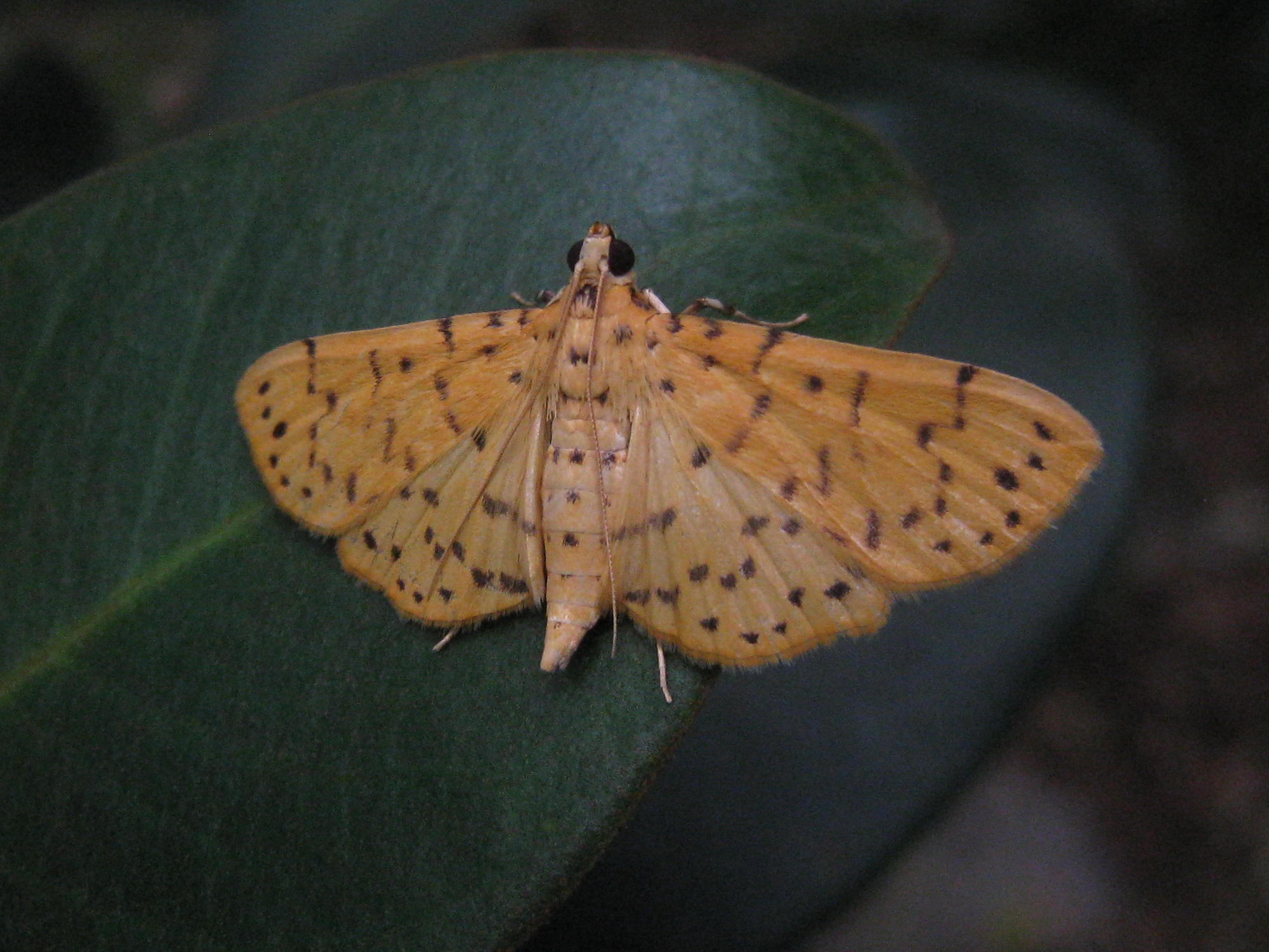
Můra Conogethes punctiferalis

## Obsahové látky
Kurkumovníky obsahují širokou paletu biologicky aktivních látek. Lze je rozdělit do 3 hlavních skupin: difenylalkanoidy, deriváty fenylpropenu a terpenoidy. Do skupiny difenylalkanoidů náležejí zejména kurkuminoidy (difenylheptanoidy). Jsou obsaženy ve většině druhů (nikoliv však ve všech) druzích kurkumovníků i v řadě jiných rostlin z čeledi zázvorníkovité. Nejvýznamnější látkou z této skupiny je kurkumin, oranžové barvivo obsažené v oddencích kurkumovníku dlouhého i řady dalších druhů kurkumovníků. Do skupiny monomerických derivátů fenylpropenu náleží celkem 7 zjištěných látek, mezi nimi kyselina kávová, kyselina skořicová a kyselina p-kumarová. Dále byly zjištěny tři typy lignanů, které patří mezi dimerické deriváty fenylpropenu. V silici kurkumovníků jsou hojně obsaženy terpenoidní sloučeniny. Převažují mezi nimi monoterpeny a seskviterpeny. Mimo kurkumovníku dlouhého jich zvláště velké množství obsahuje také kurkumovník žlutokořenný, kurkumovník zedoárový a druhy Curcuma aeruginosa, C. amada, C. aromatica a C. caesia. Hlavními aromatickými složkami silice kurkumovníku dlouhého jsou turmeron, ar-turmeron a zingiberen.

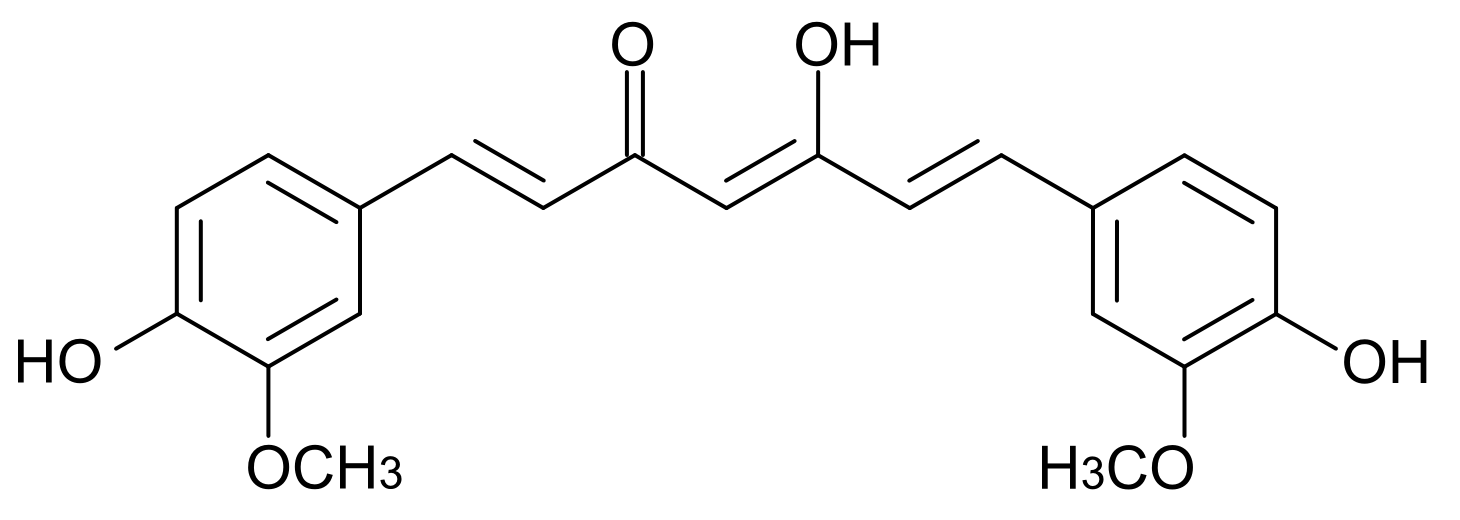
Kurkumin
Kyselina kávová
Myrcen, jeden z monoterpenů z kurkumy
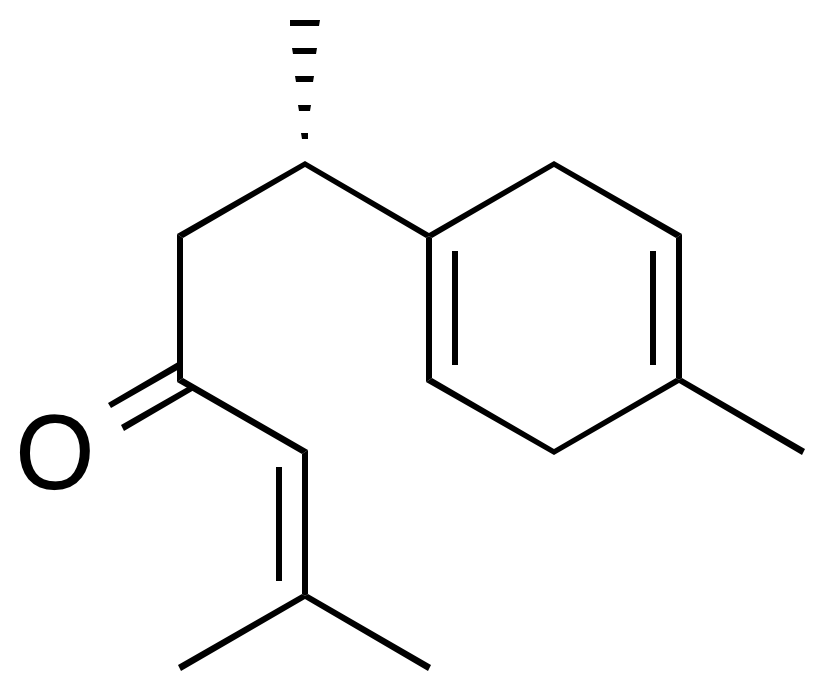
Turmeron, jeden ze seskviterpenů obsažených v kurkumě

## Taxonomie
Rod Curcuma je v rámci čeledi Zingiberaceae řazen do podčeledi Zingiberoideae a tribu Zingibereae. Podle výsledků fylogenetických studií tvoří nejblíže příbuzný klad rody Camptandra (4 druhy na Malajském poloostrově a Borneu) a Pyrgophyllum (1 druh ve střední Číně).
Taxonomie rodu Curcuma je značně komplikovaná. Souvisí to zejména s rozsáhlou polyploidizací v minulosti a hybridizací, což vyústilo ve značnou variabilitu a neostré hranice mezi jednotlivými druhy. Situaci také komplikuje dlouhá historie využívání a pěstování řady druhů člověkem, což vedlo k jejich zavlečení mimo oblasti přirozeného výskytu.

## Zástupci
- kurkumovník dlouhý (Curcuma longa)
- kurkumovník růžový (Curcuma alismatifolia)
- kurkumovník úzkolistý (Curcuma angustifolia)
- kurkumovník zedoárový (Curcuma zedoaria)
- kurkumovník žlutokořenný (Curcuma zantorrhiza)[10]

## Význam

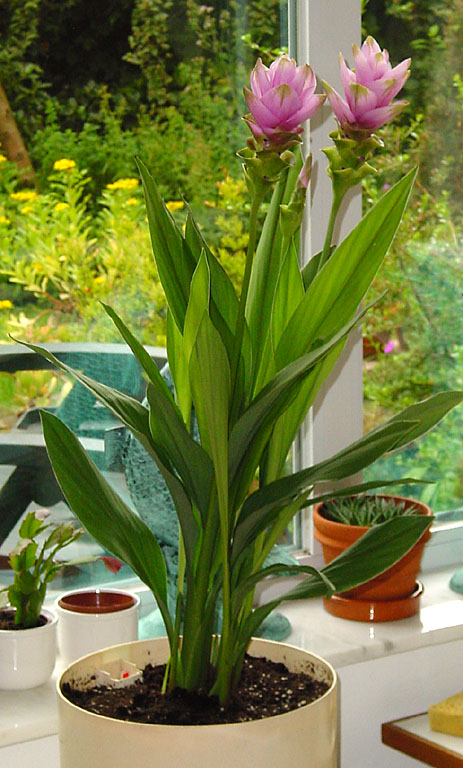
Kurkumovník růžový (Curcuma alismatifolia) jako pokojová rostlina

Hospodářsky a kulturně nejvýznamnějším a také nejznámějším druhem je kurkumovník dlouhý, jehož čerstvé nebo sušené a rozemleté oddenky jsou známy pod názvem kurkuma. Využití kurkumy má v jižní a jihovýchodní Asii tisíciletou tradici. Nejstarší záznamy o jejím použití se dochovaly ve staroindických védách. Rostlina pochází pravděpodobně z jihovýchodní Asie, divoké populace však nejsou známy. Největším světovým producentem je Indie, roční produkce je asi 365 000 tun. Ve velkém se pěstuje i v jiných asijských zemích a v menší míře i na jiných kontinentech.
Jako koření je kurkuma používána zejména v asijské kuchyni. Prášek ze sušeného oddenku tvoří asi 50 % koření kari.
Kurkuma je od nepaměti spojena s hinduistickým náboženstvím a jeho rituály. V asijské tradiční a domorodé medicíně je používána při léčení široké palety neduhů, mezi něž náleží horečka, trávicí potíže, alergie, chronický kašel, bolesti hlavy, astma, jaterní choroby a řada dalších. V indické Ájurvédě i v tradiční čínské medicíně je používána jako protizánětlivý prostředek, účinný např. při léčení artritidy. Z kurkumy se extrahuje kurkumin, který je využíván v lékařství a potravinářství (přídatná látka E 100). V asijské domorodé medicíně medicíně je využívána i řada jiných druhů kurkumovníků.
Z oddenků některých druhů kurkumovníků se v Indii připravuje kurkumový škrob (arrowroot starch), který je využíván jako potravina i v lékařství. Jeho zdrojem je kurkumovník zedoárový, Curcuma angustifolia, C. malabarica, C. pseudomontana,  C. aeruginosa a další.
Druh Curcuma amada je v Indii pěstován pro jedlé oddenky, které mají chuť podobnou nezralému mangu a používají se jako zelenina, do čatní, do salátů a různých ochucovadel.
Čerstvé oddenky C. aromatica mají nažloutlou barvu a silný kafrový pach. Hlavní využití je v parfumerii a přírodní kosmetice. Druh je také ceněný v indické medicíně jako tonikum a karminativum.
Kurkumou se v Asii barví tkaniny na žluto nebo po přidání alkalických látek na červeno, barva je ale málo trvanlivá a na slunci bledne. Větší využití má kurkuma jako barvivo v potravinářství.
Kurkumovníky jsou také pěstovány jako okrasné a pokojové rostliny. Na pultech květinářství se v posledních letech objevuje pohledný kurkumovník růžový. Rostlina kvete v létě a na podzim. Na zimu tak jako jiné kurkumovníky zatahuje. V tropech a subtropech se pro okrasu pěstuje řada dalších druhů. Pěstuje se např. kurkumovník zedoárový, kurkumovník pravý, Curcuma australasica, C. flaviflora, C. harmandii, C. petiolata, C. rabdota, C. phaeocaulis, C. roscoeana a C. sumatrana. S některými z těchto druhů je možno se setkat i ve sklenících českých botanických zahrad.
Kurkumy vyžadují v létě dostatek vláhy a na zimu, kdy zatahují, omezení zálivky. Některé druhy jsou poměrně zimovzdorné, pokud jsou jejich oddenky chráněny před promrznutím. Lze je pěstovat i v zóně odolnosti 8, za příznivých podmínek dokonce v zóně 7. Pěstují se v písčité zemině s přídavkem rašeliny. Na zimu je možno také oddenky vykopat a uskladnit na suchém místě. Poměrně dobře rostou v kontejnerech.

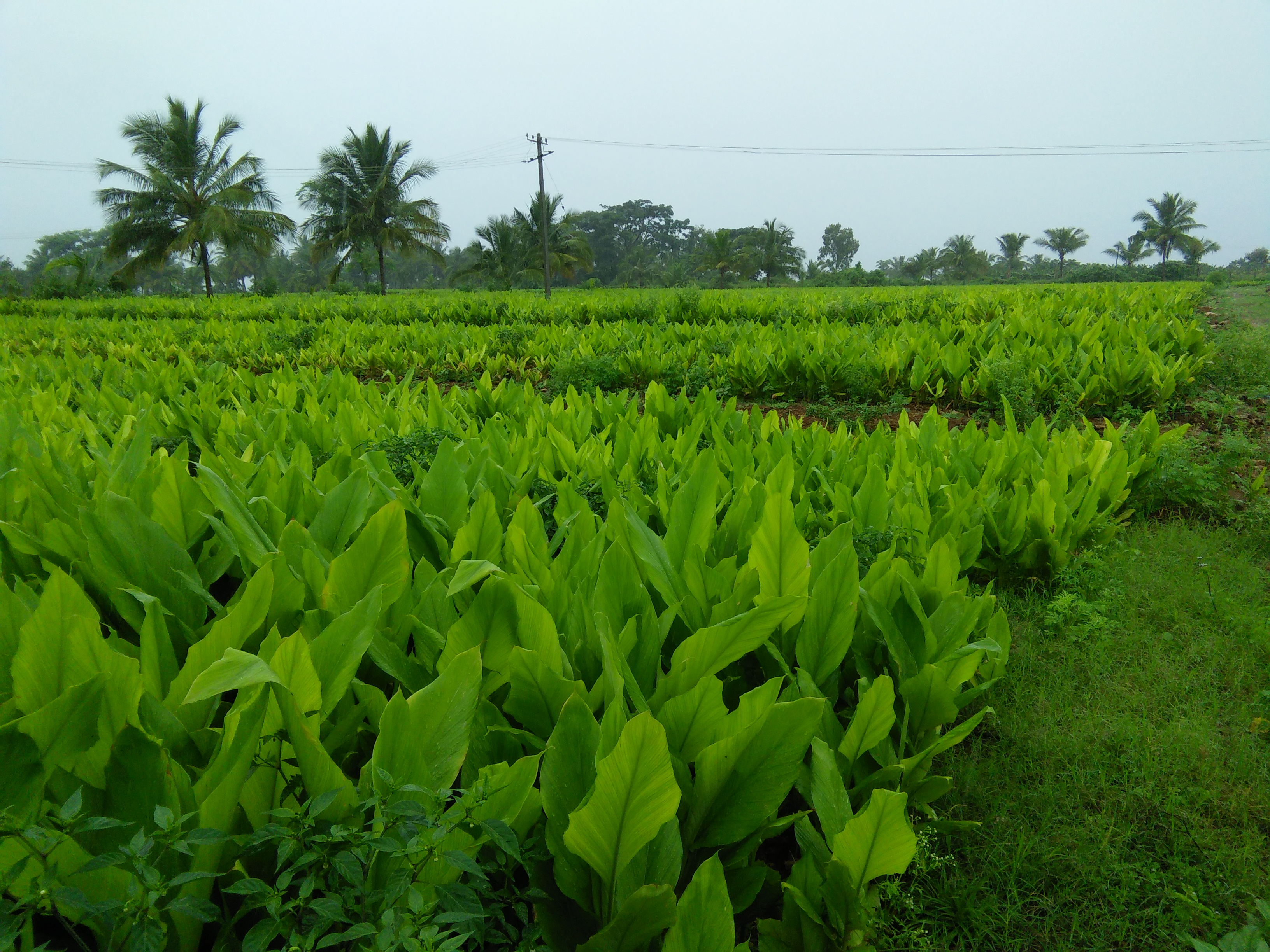
Plantáž kurkumovníku dlouhého
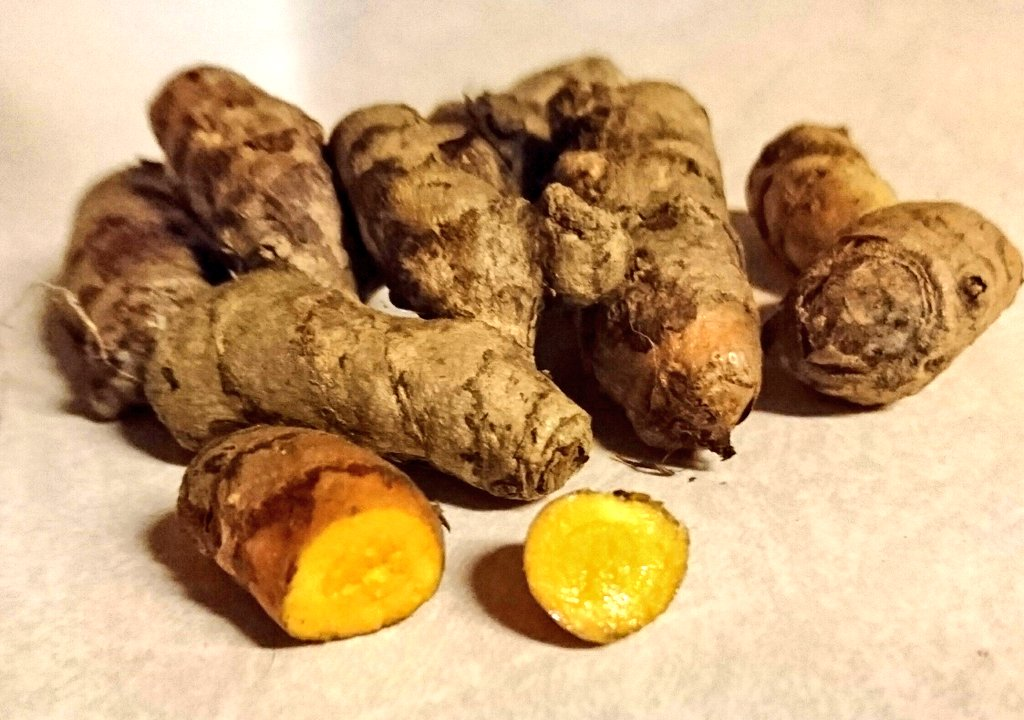
Oddenky kurkumovníku dlouhého
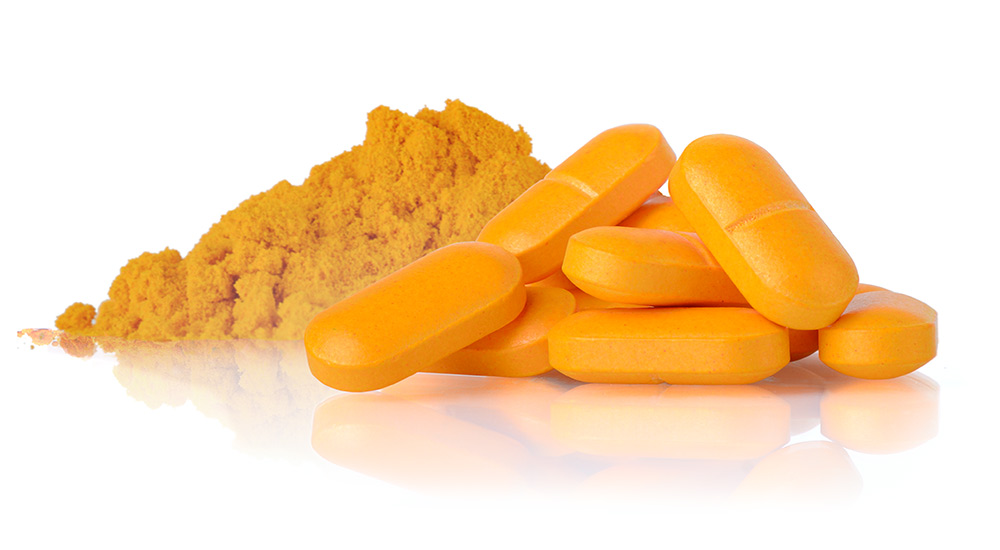
Tablety s kurkuminem
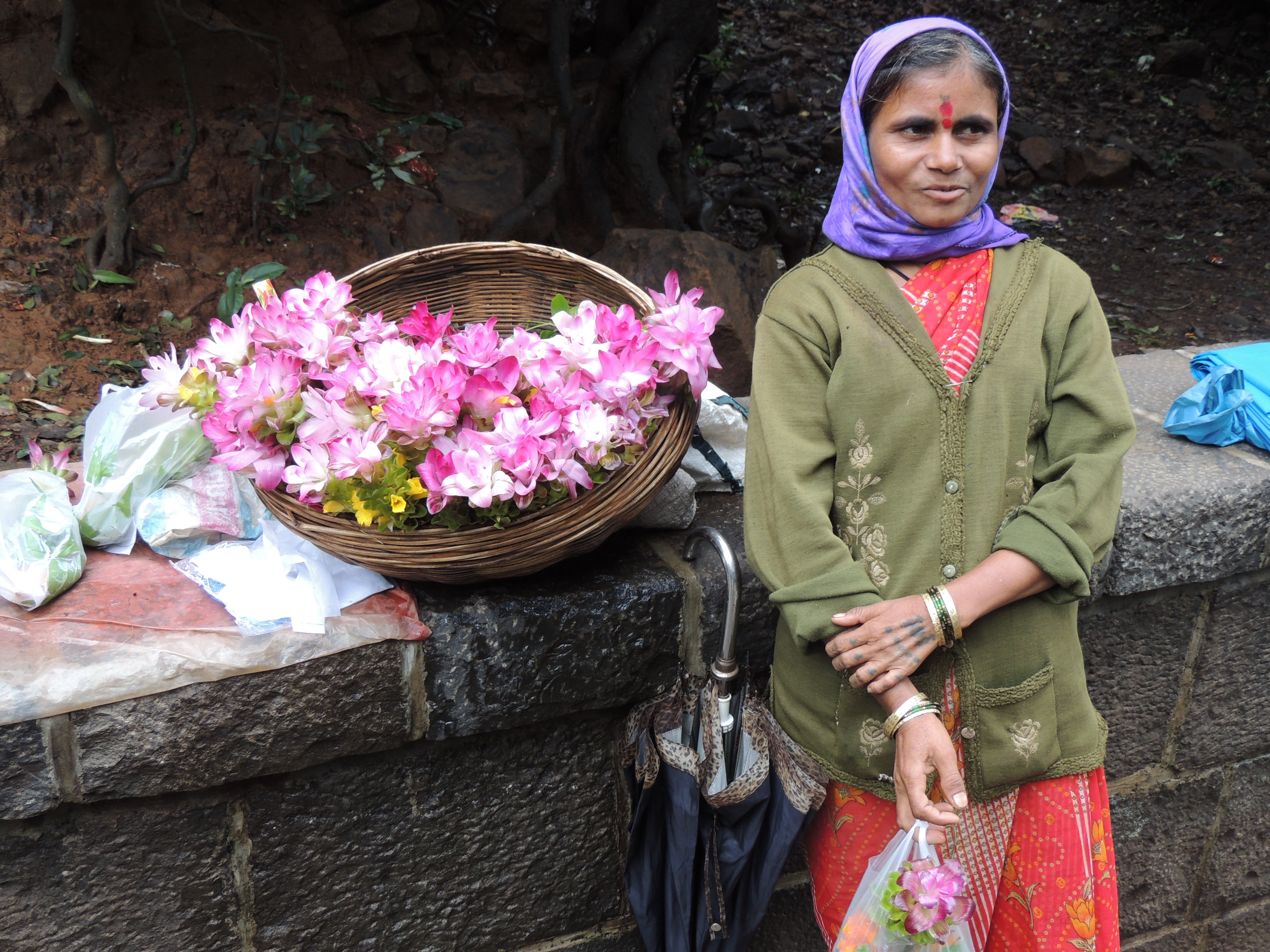
Žena prodávající na trhu květy Curcuma pseudomontana